# Liste der Monuments historiques in Anzin
Die Liste der Monuments historiques in Anzin führt die Monuments historiques in der französischen Gemeinde Anzin auf.

## Liste der Bauwerke
| Bezeichnung       | Beschreibung                     | Standort                           | Kennzeichnung | Schutzstatus | Datum | Bild           |
| ----------------- | -------------------------------- | ---------------------------------- | ------------- | ------------ | ----- | -------------- |
| Schloss Dampierre | Erbaut Ende des 19. Jahrhunderts | 41 bis, boulevard Dampierre (Lage) | PA59000145    | Inscrit      | 2009  | weitere Bilder |

## Liste der Objekte
- Monuments historiques (Objekte) in Anzin in der Base Palissy des französischen Kultusministeriums